# Lepkościomierz Ubbelohdego

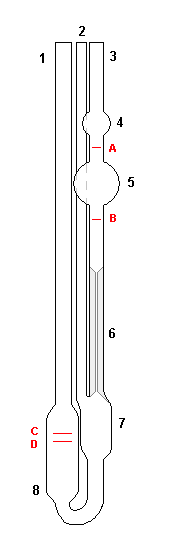
Lepkościomierz Ubbelohdego

Lepkościomierz Ubbelohde, Wiskozymetr Ubbelohde – rodzaj lepkościomierza kapilarnego, w którym podstawą pomiaru lepkości kinematycznej jest czas przepływu płynu przez kalibrowaną kapilarę w ściśle określonych warunkach pomiarowych. Wymiar kapilary (a tym samym stałą kapilary) należy tak dobrać aby czas pomiaru nie był ani zbyt długi ani zbyt krótki.
Lepkościomierz jest zbudowany z trzech rurek połączonych ze sobą. Lewa, szeroka rurka (1) posiada w dolnej części duży zbiorniczek (8). Prawa rurka (3) składa się ze zbiorniczka (7) przechodzącego w kapilarę (6), nad którymi znajdują się dwa zbiorniczki (4 i 5). Dodatkowa rurka (2) odchodzi od średniego zbiorniczka (7). Na początku pomiaru przyrząd odchyla się o kąt 30° od pionu i przez rurkę (1) napełnia się zbiorniczek (8). Po ustawieniu lepkościomierza pionowo menisk oleju powinien znajdować się między kreskami C i D. Następnie zatyka się palcem rurkę (2) i gumową gruszką podłączoną do rurki (3) zasysa się ciecz do ½ wysokości zbiorniczka (4). Po odłączeniu gruszki i odkryciu rurki (2) odczekuje się aż płyn przepłynie z niej do zbiorniczka (7) (aż do pojawienia się wiszącego menisku). Na koniec otwiera się rurkę (3) i mierzy czas przesunięcia menisku od kreski A do B. Pomiar lepkości w różnych temperaturach odbywa się po wstawieniu lepkościomierza do termostatu.
Wartość lepkości kinematycznej otrzymuje się z zależności:
{\displaystyle \nu =K\cdot t,}
gdzie:
- {\displaystyle \nu } – lepkość kinematyczna, [mm²/s],
- {\displaystyle K} – stała kapilary, [mm²/s²],
- {\displaystyle t} – średnia arytmetyczna czasów przepływu, [s].

Jego nazwa wzięła się od nazwiska niemieckiego profesora Leo Ubbelohde. Na podobnej zasadzie działają lepkościomierze Ostwalda i Pinkiewicza.
Służy do pomiaru lepkości olejów smarnych oraz innych cieczy.